# Malpractice (film, 2001)
Pour les articles homonymes, voir Malpractice.
Pour plus de détails, voir Fiche technique et Distribution.
Malpractice est un film américain réalisé par Micky Dolenz en 2001

## Résumé
Beth, épouse d'un chirurgien, décide de mener elle-même l'enquête quand son mari est accusé d'être responsable de la mort d'un patient.

## Fiche technique
- Autres titres français : Scandale à l'hôpital, Pratique douteuse
- Scénario : Stuart Alexander
- Production : Anita Gershman, pour Crescent City Pictures, Green Epstein Bacino Productions et World International Network (WIN)
- Musique : Richard Bellis
- Durée : 90 min
- Pays :  États-Unis
- Langue : anglais
- Couleur
- Son : stéréo, ultra stéréo

## Distribution
- Gabrielle Carteris : Ellen Robertson
- Markus Flanagan : Ken Garrett
- Stephanie Zimbalist : Beth Garrett (Voix française: Marion Game)
- Michael Arata : Doug
- John McConnell : Walter
- Jerry Leggio : Ackerman